# Inertialsystem
I fysik er et inertialsystem et henførelsessystem, hvor alle legemer uden ydre påvirkninger bevæger sig med konstante hastigheder. Der findes uendeligt mange inertialsystemer, der bevæger sig med konstante relative hastigheder.
Jf. impulsbevarelsessætningen (se nedenfor) kan partiklerne vekselvirke med hinanden, men ikke med omgivelserne. Dette betyder, at den samlede impuls (p) som produktet mellem partiklernes masser (m) og deres hastighedsvektorer (v), skal være konstant:
{\displaystyle p=p_{1}+p_{2}+...=m_{1}\cdot v_{1}+m_{2}\cdot v_{2}+\ldots }
For et system af partikler med masserne {\displaystyle m_{1},m_{2},\ldots } fås den samlede impuls p ved at addere de enkelte partiklers impuls.